# Grand Chelem (baseball)
Pour les articles homonymes, voir Grand chelem.
Au baseball, un grand chelem (en anglais grand slam) est un coup de circuit (ou home run) frappeur alors que les bases sont pleines. Le coup sûr rapporte alors quatre points, soit le maximum possible en une action offensive.
Si les coups de circuit sont assez fréquents, les grands chelems eux sont assez rares. À titre d'exemple, pendant la saison de Ligue majeure de baseball 2005, seuls 132 des 5017 coups de circuit étaient des grands chelems, soit à peine 2,6 %. 135 grands chelems sont frappés en moyenne par saison dans la MLB entre 1999 et 2008.

## Faits notables

### Ligue majeure de baseball (MLB)

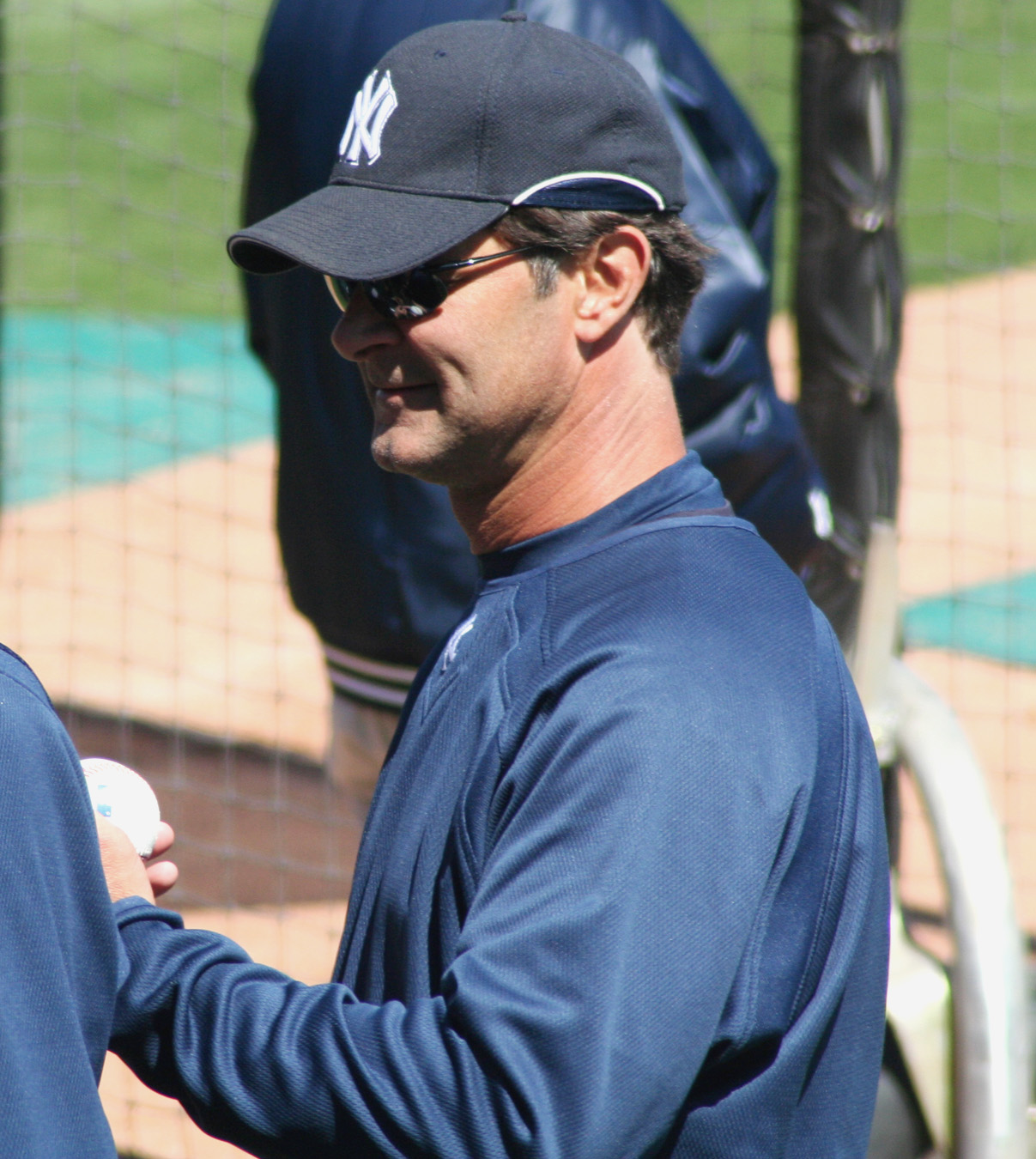
Don Mattingly frappe 6 grands chelems en 1987, c'est le record en saison régulière MLB.

Roger Connor est crédité du premier grand chelem de l'histoire de la Ligue majeure de baseball, le 10 septembre 1881 avec les Troy Trojans. Bien que Charlie Gould en ait frappé un pour les Boston Red Stockings dans la National Association le 5 septembre 1871, la NA n'est pas reconnue en tant que ligue majeure par la MLB.
Alex Rodriguez possède le record du plus grand nombre de grands chelems en carrière MLB avec 25. Don Mattingly, lui, a fixé le record de grands chelems frappés en une seule saison avec 6 en 1987. Il n'en frappera ni avant ni après cette année-là. Travis Hafner rejoint Mattingly en 2006 en tête du classement. 
Dans certaines situations, et c'est le cas de Roger Connor en 1881, les joueurs frappent un grand chelem qui termine le match (en anglais, walk-off grand slam) avec un point d'avance sur l'équipe adverse. On appelle ceci un « grand chelem ultime ». Roberto Clemente est le seul joueur à avoir réalisé un grand chelem ultime sur un coup de circuit intérieur en 1956, dans une victoire des Pirates de Pittsburgh sur les Cubs de Chicago 9-8.
Les 13 et 4 juin 2006, les Twins du Minnesota frappent deux grands chelems consécutifs contre les Red Sox de Boston, dont un grand chelem de la victoire (l'équipe gagne le match sur ce coup sûr) de Jason Kubel en douzième manche le 13. 5 ans plus tard, le 12 juin 2010, Jorge Posada des Yankees de New-York, frappe un grand chelem contre Wandy Rodriguez des Astros de Houston. Le lendemain, face à Brian Moehler, Posada frappe à nouveau un grand chelem.  

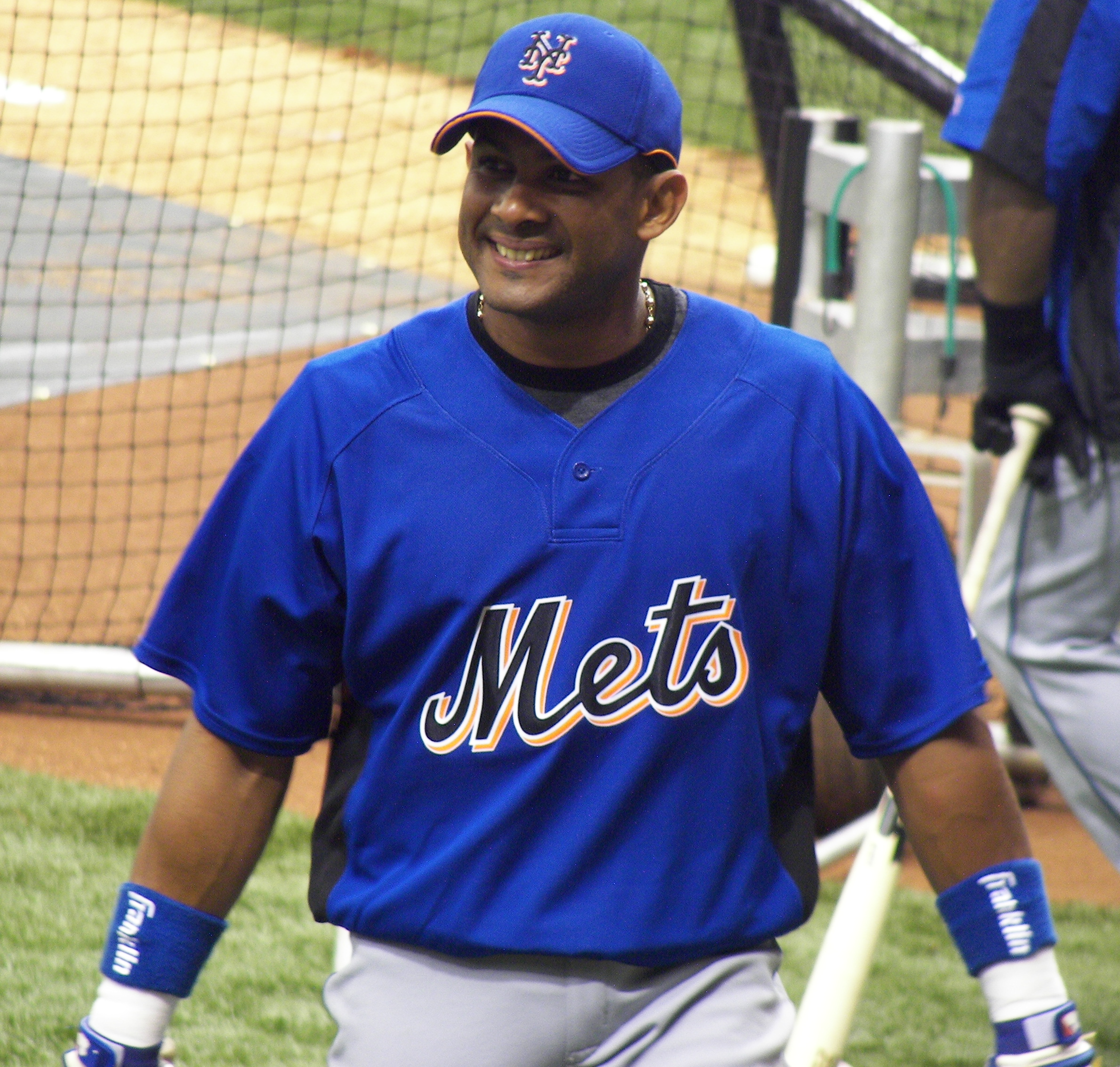
Fernando Tatís est le seul joueur de Ligue majeure à avoir frappé deux grands chelems dans la même manche.

Du 23 au 25 juin 2006, les White Sox de Chicago frappent des grands chelems dans trois matchs consécutifs contre les Astros de Houston. C'est la première équipe à réaliser cette performance depuis les Tigers de Détroit en 1993. En avril 2007, les Royals de Kansas City concèdent trois grands chelems consécutifs, deux contre les Orioles de Baltimore et un contre les Tigers de Détroit.
Quatre joueurs des ligues majeures ont frappé un grand chelem pour leur première apparition à la batte en carrière : Bill Duggleby (1898), Jeremy Hermida (2005), Kevin Kouzmanoff (2006) et Daniel Nava (2010). Kouzmanoff et Nava se sont élancés sur le premier lancer du compte.
Tony Cloninger est le seul lanceur à avoir frappé deux grands chelems en une rencontre, pour les Braves d'Atlanta en 1966. Félix Hernández, des Seattle Mariners est le premier lanceur à frapper un grand chelem depuis l'arrivée de la règle du frappeur désigné en 1973. C'était le 23 juin 2008 face à Johan Santana des Mets de New York.
Le seul joueur de l'histoire de la MLB à avoir frappé deux chelems dans la même manche est Fernando Tatis des Cardinals de Saint-Louis en 1999 contre les Dodgers de Los Angeles face à Chan Ho Park en 3e manche. Bill Mueller des Red Sox de Boston, lui, devient en 2003 le seul joueur à frapper deux chelems des deux côtés du marbre, c'est-à-dire en frappant une fois comme gaucher, et une fois comme droitier contre les Rangers du Texas.
Si plusieurs joueurs ont déjà réussi le grand chelem en séries éliminatoires, seulement deux l'ont réussi à plus d'une reprise. Le premier fut Jim Thome des Indians de Cleveland, auteur de grands chelems en Série de championnat 1998 de la Ligue américaine contre les Yankees de New York et en Série de divisions 1999 de la Ligue américaine contre les Red Sox de Boston. Le second fut Shane Victorino, qui frappe un grand chelem pour les Phillies de Philadelphie en Série de divisions 2008 de la Ligue nationale face aux Dodgers de Los Angeles, puis un autre pour Boston dans la Série de championnat 2013 de la Ligue américaine contre les Tigers de Détroit.

### Ligue professionnelle du Japon (NPB)
Dans la Ligue professionnelle du Japon, trois équipes ont réussi à frapper plusieurs grands chelems dans la même manche. Les Daiei Hawks en 1999 et plus récemment les Tohoku Rakuten Golden Eagles en 2007.

## Records en Ligue majeure
Les joueurs en gras sont encore en activité au début de la saison 2011.

### En carrière

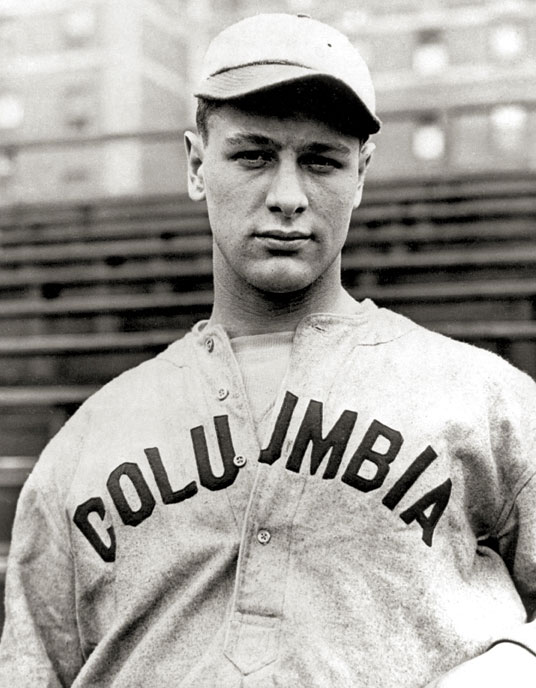
Lou Gehrig, recordman de grands chelems en carrière MLB.

### En carrière[9]
- Alex Rodriguez : 25
- Lou Gehrig : 23
- Manny Ramírez : 21
- Eddie Murray : 19
- Willie McCovey : 18
- Robin Ventura : 18
- Jimmie Foxx : 17
- Ted Williams : 17
- Hank Aaron : 16
- Dave Kingman : 16
- Babe Ruth : 16
- Ken Griffey, Jr. : 15
- Carlos Lee : 15
- Richie Sexson : 15

### En une saison[10]

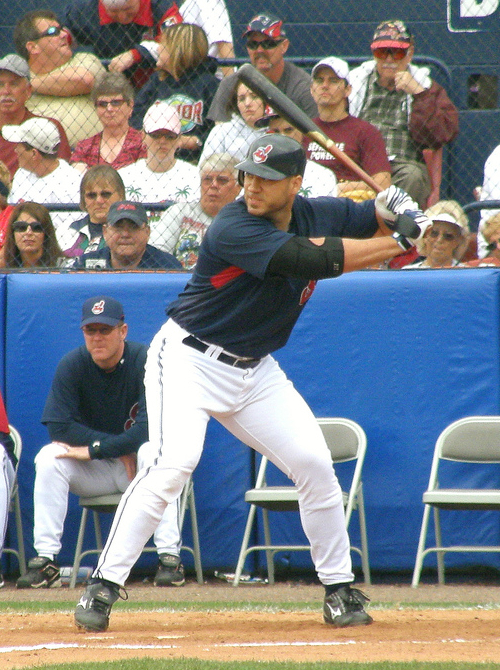
Travis Hafner, teneur du record de grands chelems en une saison de la MLB.

- Travis Hafner : 6 en 2006 avec les Indians de Cleveland
- Don Mattingly : 6 en 1987 avec les Yankees de New York
- Ernie Banks : 5 en 1955 avec les Cubs de Chicago
- Jim Gentile : 5 en 1961 avec les Orioles de Baltimore
- Albert Pujols : 5 en 2009 avec les Cardinals de St-Louis
- Richie Sexson : 5 en 2006 avec les Mariners de Seattle
- Albert Belle : 4 en 1997 avec les White Sox de Chicago
- Ray Boone : 4 en 1953 avec les Indians de Cleveland  et les Tigers de Détroit
- Vince DiMaggio : 4 en 1945 avec les  Phillies de Philadelphie
- Lou Gehrig : 4 en 1934 avec les Yankees de New York
- Jason Giambi : 4 en 2000 avec les Athletics d'Oakland
- Sid Gordon : 4 en 1950 avec les Braves de Boston
- Tommy Henrich : 4 en 1948 avec les Yankees de New York